# Widerøe

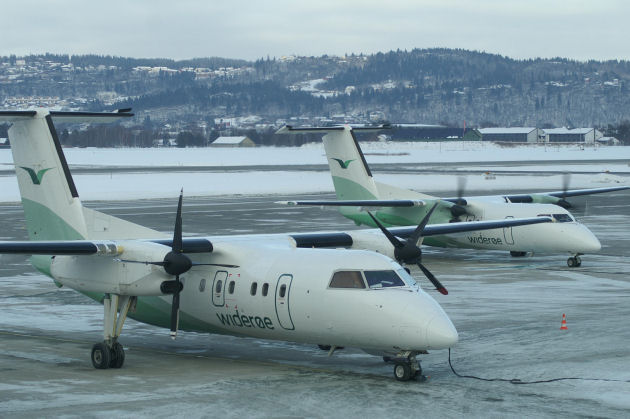
Due Dash 8 nella vecchia livrea.

Widerøes Flyveselskap ASA, nota semplicemente come Widerøe, è una compagnia aerea regionale norvegese con sede amministrativa a Bodø. Ha un giro d'affari di oltre 3,5 miliardi di corone norvegesi, trasporta 2,8 milioni di passeggeri ogni anno, impiega 2.500 dipendenti ed effettua 450 decolli e atterraggi al giorno. Più della metà delle operazioni della compagnia consistono nel servizio in aeroporti regionali sovvenzionato dallo stato norvegese, mentre la restante parte sono servizi verso aeroporti internazionali, come quello di Sandefjord-Torp o quello di Bergen-Flesland.
La sede della società è situata a Bodø, anche se la maggior parte degli uffici sono situati a Lysaker, nei pressi di Oslo. Gli hub della compagnia sono invece situati negli aeroporti di Sandefjord-Torp, Bodø, Tromsø-Langnes, Bergen-Flesland e Oslo-Gardermoen. Le operazioni di Widerøe si concentrano sul trasporto da punto a punto, visto che effettua soprattutto voli di medio-corto raggio. La compagnia partecipa inoltre al programma frequent flyer EuroBonus per i voli internazionali.
Fondata nel 1934 da Viggo Widerøe, un noto aviatore norvegese, la società ha svolto diverse attività di aviazione generale nei suoi primi anni di vita. Nel 1936 ha iniziato a effettuare voli di linea con idrovolanti e nel 1940 ha iniziato a operare aeroambulanze. Tra gli anni '40 e '50, la società ha notevolmente incrementato le sue destinazioni e costruito una piccola flotta di idrovolanti de Havilland Canada DHC-3 Otter e Noorduyn Norseman. Nel 1968 la Widerøe ha iniziato a servire aeroporti STOL situati nella Norvegia settentrionale utilizzando dei de Havilland Canada DHC-6 Twin Otter, poi sostituiti da più moderni DHC-7. Nel 1989 la compagnia ha acquisito la Norsk Air e ha iniziato a servire l'aeroporto di Sandefjord-Torp. Negli anni '90 sono entrati in servizio nella flotta i de Havilland Canada DHC-8, che sono utilizzati ancora oggi. Negli anni 2000 la Widerøe è stata acquistata dalla Scandinavian Airlines, per conto della quale ha preso il controllo delle rotte nella Norvegia occidentale. Nel 2013 l'80% delle quote della società sono state acquistate dal fondo WF Holding, che ha poi rilevato il restante 20% nel giugno 2016. Nonostante ciò Widerøe continua a cooperare con Scandinavian Airlines come suo partner regionale.

## Storia
Widerøe è nata dalla fusione tra due piccole compagnie aeree nate pochi anni prima: la Lotsberg & Skappel, di proprietà di Helge Skappel, Leiv Brun, Ditlef Smith ed Erik Engnæs, che operava un de Havilland DH.60 Gipsy Moth, e la Widerøe & Bjørneby, fondata da Viggo Widerøe e Halvor Bjørneby, che operava invece un Simmonds Spartan. Le due società hanno iniziato una collaborazione tra di loro e il Norsk Aero Klubb per organizzare spettacoli aerei nella Norvegia orientale. Durante l'inverno gli aerei venivano stazionati in comprensori montani e utilizzati per trasportare gli sciatori nei boschi. Successivamente sono stati inoltre organizzati diversi voli pubblicitari; le aziende avevano la possibilità di dipingere il loro nome sulla fusoliera, con una versione con luce al neon posizionata al di sotto dell'aereo, e venivano fatti cadere dei volantini dal pilota.
Nel 1933 Viggo Widerøe è viaggiato negli Stati Uniti con 25.000 corone norvegesi per acquistare un Waco Cabin. Lo stesso anno la società ha acquistato cinque de Havilland DH.60 Moth dall'aeronautica norvegese e ha aperto due scuole di volo ad Oslo e a Bergen. Il 19 febbraio 1934 Viggo Widerøe, Einar Isdahl e Arild Widerøe hanno fondato la Widerøe's Flyveselskap A/S. Durante l'inverno il Cabin e lo Spartan sono stati equipaggiati con degli sci. La società ha inoltre iniziato a organizzare voli di aeroambulanze. In aprile l'azienda ha incrementato il suo capitale sociale da 25.000 a 65.000 corone norvegesi. I soldi sono stati utilizzati per acquistare un altro Waco Cabin in versione idrovolante e ha iniziato a servire la rotta postale Oslo-Kristiansand-Stavanger-Haugesund. In estate è stato organizzato un campo estivo per giovani ed è stato acquistato un aliante.
Successivamente la compagnia ha avviato una collaborazione con quattro società navali, la Vesteraalens, la Nordenfjeldske, la Stavangerske e la Arendalske. Il 21 novembre 1934 è stata fatta richiesta per ottenere tutte le concessioni postali lungo la costa fino a Göteborg. Anche la Norwegian Air Lines ha fatto però richiesta per le stesse rotte. La Widerøe intendeva utilizzare idrovolanti, mentre la Norwegian Airlines puntava su aerei di terra. Inizialmente il governo norvegese aveva spinto le due società a dividersi le rotte, ma dopo l'elezione di Johan Nygaardsvold la concessione per tutti i voli domestici è stata affidata per 10 anni alla Norwegian Airlines.
Dopo aver perso la gara, la Widerøe si è espansa nella Norvegia settentrionale e ha iniziato ad organizzare servizi di aerotaxi. Nel 1935 la società di è ha poi avviato anche servizi di aerofotogrammetria. È stata poi costruita una rimessa estiva per gli idrovolanti a Oppegård e una rimessa invernale per gli aerei dotati di sci a Bogstadvannet. È stato inoltre aperto un ufficio a Bergen per offrire ai turisti sbarcati dalle navi da crociera voli panoramici sui fiordi e sulle montagne. Nel marzo 1936 la Norwegian Airlines ha acquistato il 51% delle azioni della Widerøe. Questo ha permesso il trasferimento di alcune concessioni alla Widerøe, che ha iniziato a servire le rotte Oslo–Lillehammer/Tretten–Gålå–Fefor–Tyinholmen/Nystuen, orientate principalmente a turisti. Per effettuare questo servizio è stato acquistato un Bellanca Senior Pacemaker. Alla Widerøe sono state inoltre subappaltate le rotte Oslo-Göteborg, Tromsø–Honningsvåg e Bergen–Vadheim–Slidre–Balestrand, operate con uno Stinson Reliant.
Nel 1937 la Widerøe ha effettuato una spedizione cartografica in Antartide. La compagnia aerea ha organizzato 44 voli lungo una sezione costiera di 4.000 chilometri, coprendo fino a 50 chilometri nell'entroterra. Tra luglio e settembre è stata operata una rotta tra Trondheim e Bodø. La base a Bergen è stata ampliata e la società ha ottenuto il monopolio su tutti i voli di aerofotogrammetria dall'autorità statale norvegese. Nel 1938 l'officina di Bogstad ha iniziato una collaborazione con Birger Hønningstad per iniziare a produrre gli aerei Hønningstad Norge. Nello stesso anno un aereo è stato inviato alle Isole Svalbard per effettuare dei voli di aerofotogrammetria ed è stata inaugurata una nuova rotta da Trondheim a Tromsø con scali a Brønnøysund, Sandnessjøen, Bodø, Narvik e Harstad. Per tre mesi la rotta è stata inoltre allungata fino a Kirkenes con scali intermedi ad Hammerfest e Vadsø.
Il 2 settembre 1939, in seguito allo scoppio della seconda guerra mondiale, tutti i piloti sono stati chiamati alle armi ed è stata istituita un'interdizione dei voli civili. Preoccupata per le gravi perdite, la Norwegian Airlines ha venduto il 5 dicembre 1939 le sue quote della Widerøe. L'anno successivo la compagnia ha iniziato ad effettuare voli di aeroambulanza per conto dell'esercito norvegese. Gli aerei venivano noleggiati dalla società e pilotati da piloti chiamati alle armi. La Widerøe ha inoltre ottenuto una deroga per continuare a operare la sua scuola a Bogstad. In seguito all'invasione tedesca della Norvegia molti aerei e piloti della società sono stati trasferiti a Mjøsa, dove hanno iniziato a servire la resistenza. Durante l'occupazione tedesca tutti gli aerei sono stati messi a terra e le autorità naziste hanno richiesto la consegna di magneti ed eliche. L'officina di Bogstad è rimasta impegnata nella produzione di slitte per ambulanze per la Wehrmacht. In segreto, l'azienda ha anche iniziato a costruire un'aeroambulanza Hønningstad C5 Polar a Bogstad. Le autorità tedesche hanno sigillato gli archivi della società in modo che solo le persone con il permesso tedesco avessero accesso alle foto aeree.
Nel 2012, Widerøe effettua quasi 400 voli giornalieri verso più di 40 destinazioni nazionali e internazionali, trasportando circa 2 milioni di passeggeri all'anno. Grazie alla capillarità della sua rete, è la più grande compagnia regional della Norvegia.

## Strategia
Widerøes Flyveselskap ASA ha un fatturato di circa 400 milioni di euro ed ha circa 1400 dipendenti.
Effettua voli di linea presso più di 40 scali in Norvegia e verso 6 destinazioni internazionali.
Le rotte della compagnia sono mirate a collegare tra di loro le città Norvegesi, secondo un principio point-to-point focalizzandosi principalmente sugli aeroporti di Bergen-Flesland, Bodø, Oslo-Gardermoen, Sandefjord-Torp e Tromsø, oltre che a fornire un servizio regionale alla compagnia madre SAS.
La compagnia aerea norvegese è dal 1997 sotto il controllo della Scandinavian Airlines come compagnia aerea regionale.

## Flotta

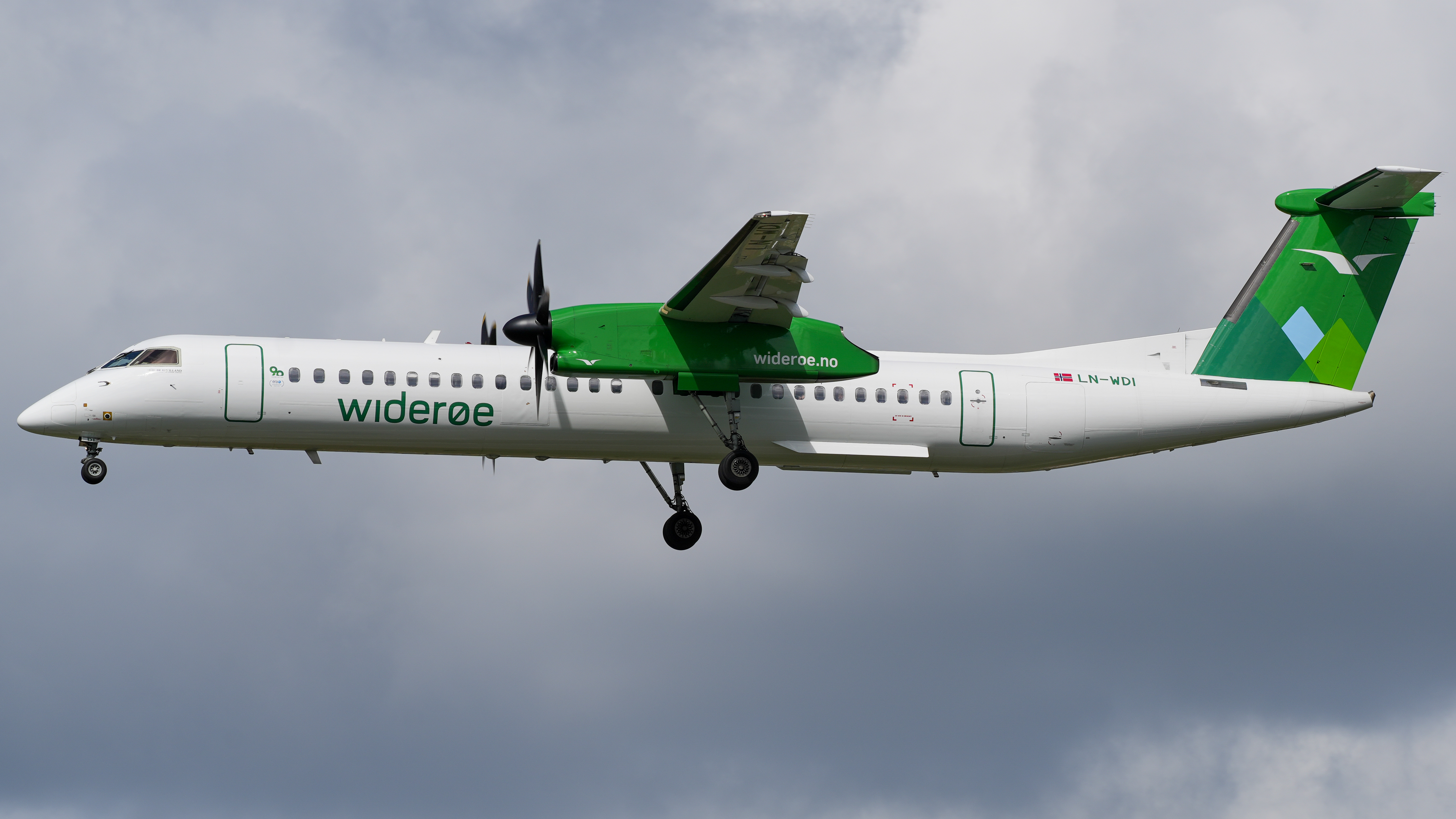
Un de Havilland Canada DHC-8-400.

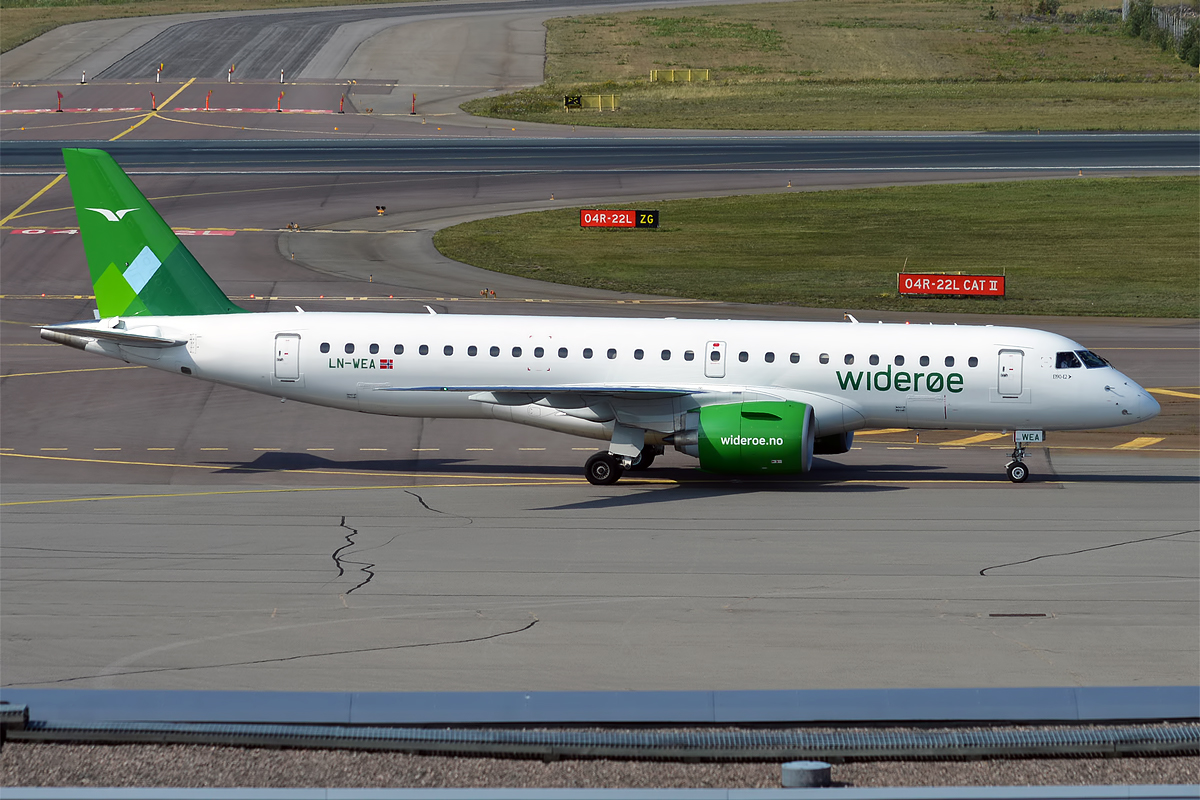
Un Embraer E190-E2.

A settembre 2024, la flotta di Widerøe consiste nei seguenti aeromobili: